# Manifestations de 2024 contre l'extrême droite en France
Les manifestations de 2024 contre l'extrême droite en France, également appelées manifestations anti-RN, sont des manifestations qui commencent le 9 juin 2024, en réaction à la victoire du Rassemblement national (RN) aux élections européennes, puis à la dissolution de l'Assemblée nationale et aux élections législatives anticipées convoquées par le président de la République Emmanuel Macron. Elles visent également à s'opposer aux médias d'extrême droite.
Elles sont organisées à l'appel de syndicats, d'ONG, de partis politiques et d'associations de gauche et d'extrême gauche.
Le 5 juillet 2024, les manifestations se terminent deux jours avant le second tour des élections législatives.

## Contexte
Le 9 juin 2024, la liste du RN, présidée par Jordan Bardella, obtient 31,36 % des voix aux élections européennes. Dans la foulée, le président Emmanuel Macron décide de dissoudre l'Assemblée nationale et de convoquer de nouvelles élections législatives à deux tours, les 30 juin et 7 juillet, pour élire les 577 députés de la 17e Assemblée nationale de la Cinquième République.

## Déroulement

### 9 juin
Plusieurs centaines de personnes manifestent contre la victoire du RN place de la République à Paris et appelent à l'« union des gauches » aux prochaines élections législatives.
À Lille, plusieurs dizaines de personnes scandent « casse-toi Bardella ».

### 10 juin

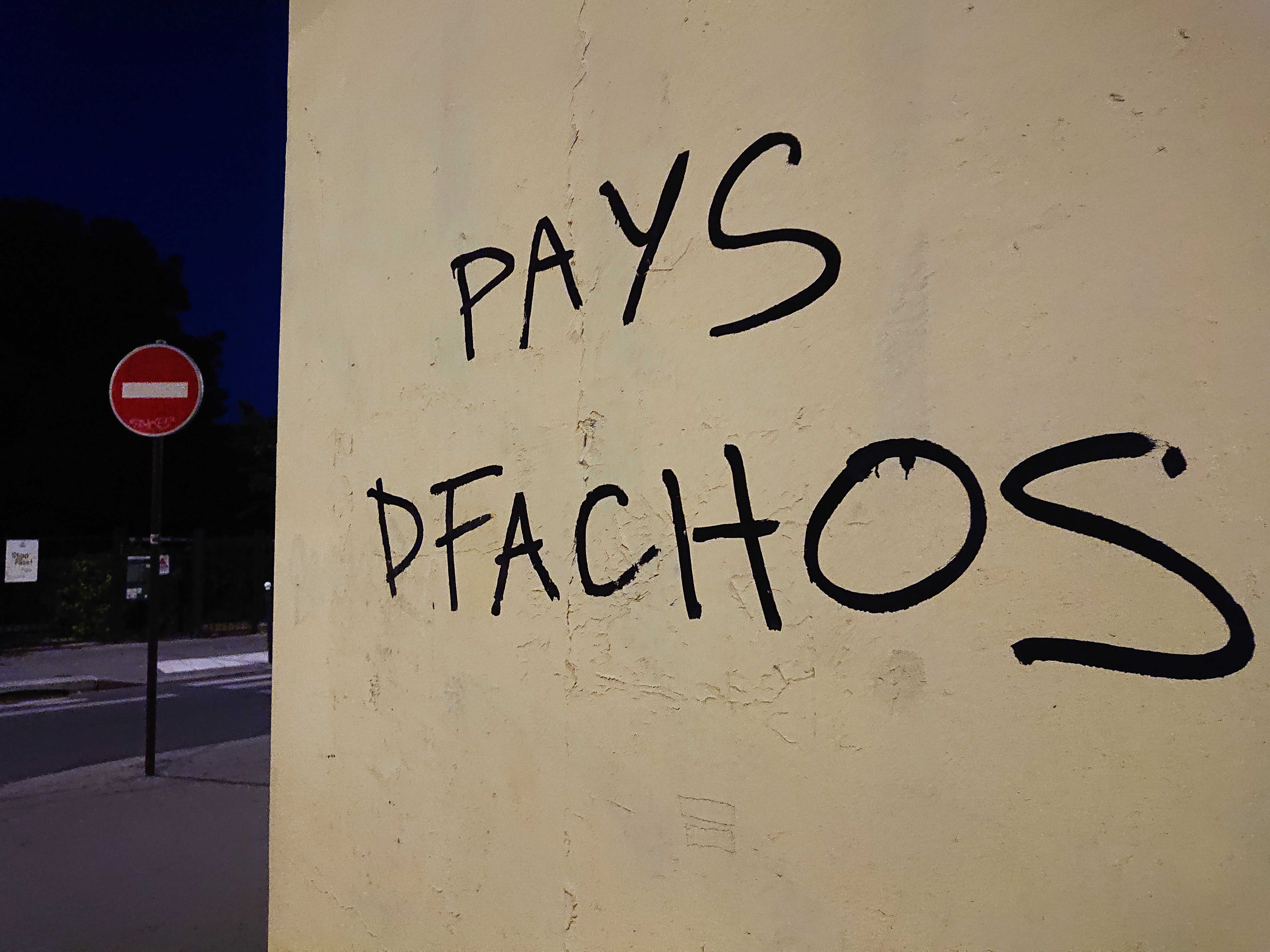
Graffiti sur un mur à Paris Pays dfachos.

Trois mille personnes se rassemblent place de la République à Paris. Un manifestant tombe de la statue de la place de la République et est « pris en charge par les services de secours en urgence relative », selon une source policière. Alors que la foule se disperse peu après 22 heures, plusieurs milliers de manifestants se dirigent vers le siège des Écologistes, où les partis de gauche se réunissent pour trouver un accord en vue des élections législatives. Sur leur passage, plusieurs panneaux électoraux sont vandalisés. Peu avant minuit, la police disperse le cortège à l'aide de grenades de désencerclement. 
Toujours à Paris, des centaines de jeunes se rassemblent devant le lycée Henri-IV.

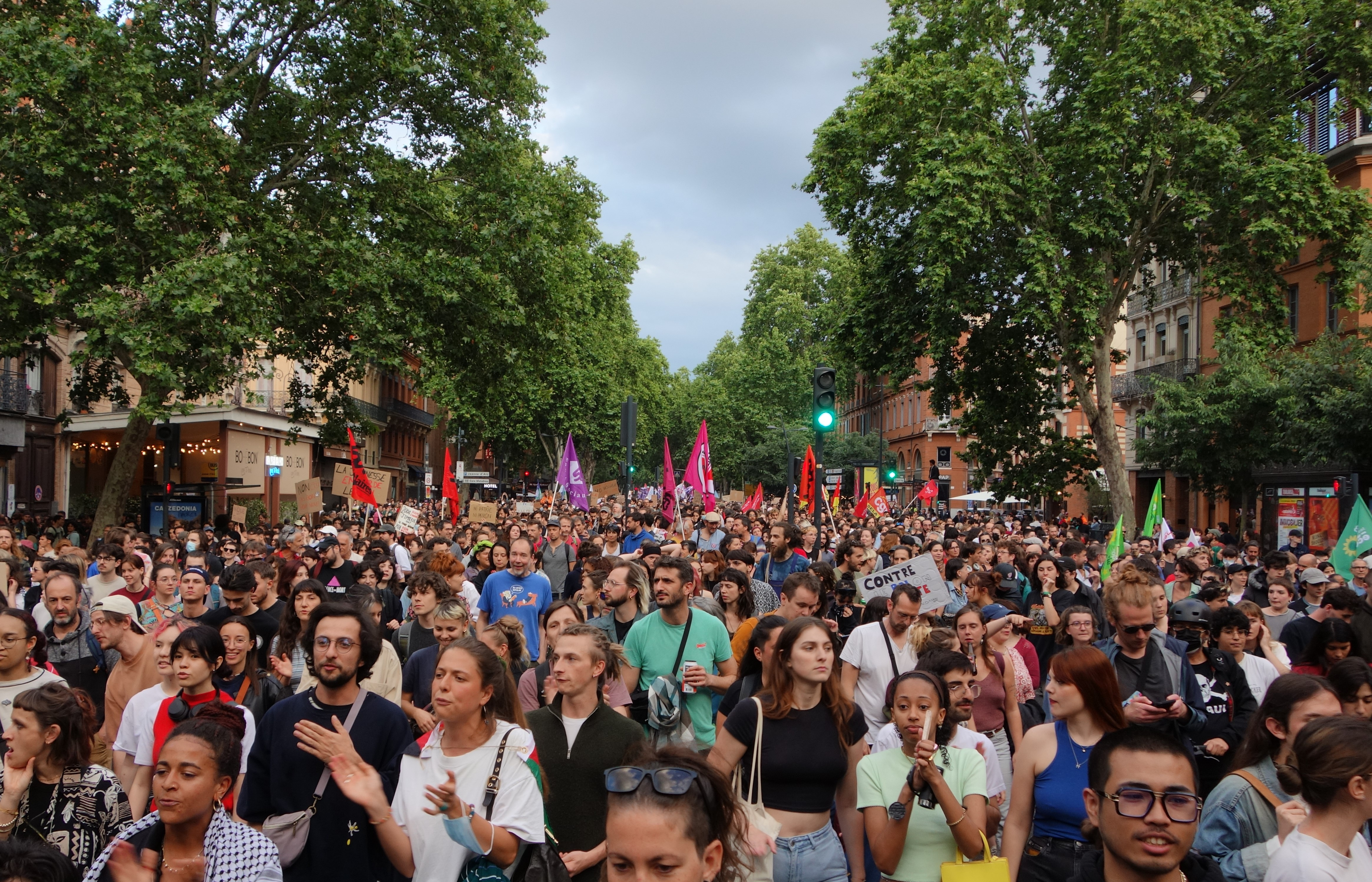
Une partie du cortège toulousain, boulevard de Strasbourg, à Toulouse.

À Toulouse, 6 200 personnes sont mobilisées. Le cortège, parti des allées du Président-Franklin-Roosevelt, suit les boulevards jusqu'à Saint-Cyprien. Des incidents éclatent vers la fin de la manifestation, les participants s'emparant brièvement d'un engin de chantier, brisant des vitrines et brûlant des poubelles. La police fait usage de gaz lacrymogènes pour disperser la foule,.
À Marseille, 2 200 personnes se rassemblent à l'appel de plusieurs syndicats devant la préfecture de région.
Plusieurs milliers de personnes se rassemblent également à Nantes, Rennes, Rouen, Grenoble, Montpellier, Saint-Étienne et Besançon. À Nantes, la police fait usage de gaz lacrymogènes pour disperser les manifestants, et des poubelles sont incendiées au passage du cortège, puis la manifestation se disperse dans le calme. Un drapeau français accroché à la fenêtre d'un logement est arraché. Les militants caillassent également la fenêtre de l'appartement où était accroché le drapeau.
À Angers, des militants encagoulés et vêtus de noir saccagent la devanture d'un bar prétendumenent lié à « l'extrême droite ».
À Bordeaux, 2 800 personnes, se rassemblent place de la Victoire. Un bar est vandalisé rue Sainte-Catherine. Peu après 22 heures, une église est vandalisée.
À Lyon, quelque 2 800 manifestants, à l'appel de mouvements de gauche et d'ultra-gauche, se sont vus empêchés de franchir un pont vers le Vieux Lyon, fief de l'ultra-droite, par un cordon de police « qui a fait usage de gaz lacrymogènes après des jets de projectiles » des manifestants dans sa direction, selon la préfecture. Des poubelles sont également incendiées en fin de soirée.

### 11 juin

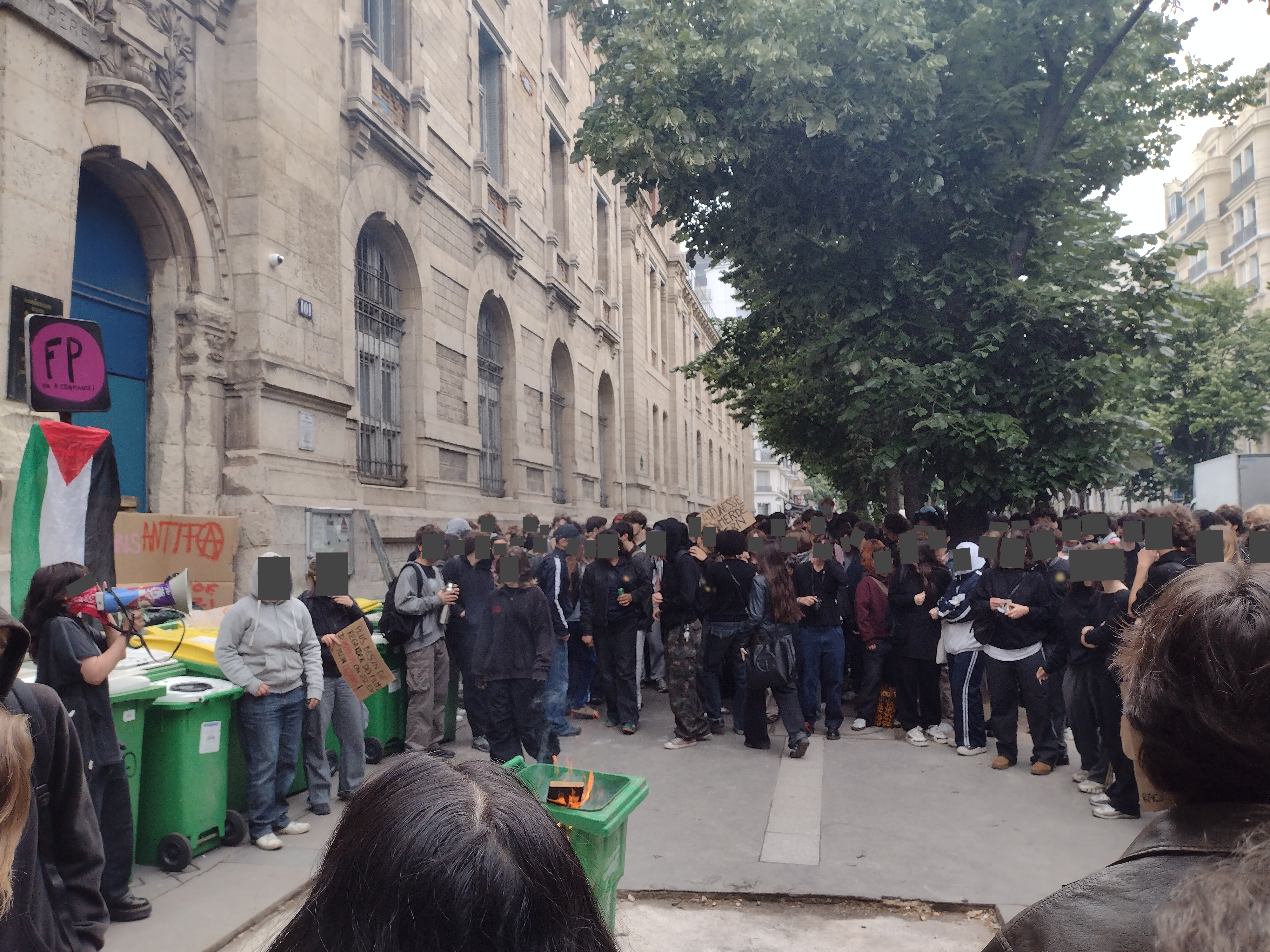
Manifestation lycéenne à Paris.

Un millier de personnes manifestent à Nancy. Après le rassemblement, les manifestants défilent dans le centre-ville de Nancy, avant de rejoindre la place Stanislas vers 21h40. Une heure plus tôt, à la sortie du cortège, un affrontement a lieu dans le centre-ville, « entre quelques ultras d'extrême gauche et d'extrême droite ». La police fait usage de gaz lacrymogène pour disperser les personnes impliquées, et aucune interpellation n'a eu lieu.
À Orléans, 1 500 personnes manifestent.

### 12 juin
À Lyon, 4 500 personnes manifestent et scandent des slogans anti-Jordan Bardella. Selon la préfecture, des manifestants fracturent deux portes d'un commissariat et vident un extincteur à l'extérieur.
À Toulouse, plusieurs centaines de personnes sont descendues dans la rue, malgré l'interdiction de toute manifestation par la préfecture. Plus tard dans la soirée, après avoir ordonné aux derniers manifestants de se disperser, la police tire des gaz lacrymogènes, tandis que des feux de poubelles sont allumés.
À Lille, environ 700 manifestants participent à la marche hebdomadaire des sans-papiers.
À Gignac, 200 personnes manifestent.
À Alençon, dans l'Orne, une centaine de personnes manifestent.

### 13 juin
Environ 1 400 personnes manifestent à Lorient, dans le Morbihan.

### 14 juin
À Lyon, des milliers de personnes se rassemblent sur la place des Terreaux. Quelques explosions retentissent dans la foule et des tags ACAB sont peints sur les murs. La façade de l'hôtel de ville de Lyon est également taguée. De nombreuses personnes cagoulées et portant des lunettes noires dégradent le McDonald's de la place Bellecour. Les premiers affrontements avec la police ont lieu sur le pont Bonaparte. Les manifestants lancent des mortiers, ce qui conduit la police à tirer des gaz lacrymogènes. Le cortège se dissipe, mais un groupe important reste rassemblé en amont du pont, où au moins quatre fourgons de police et plusieurs policiers bloquent les manifestants.

### 15 juin

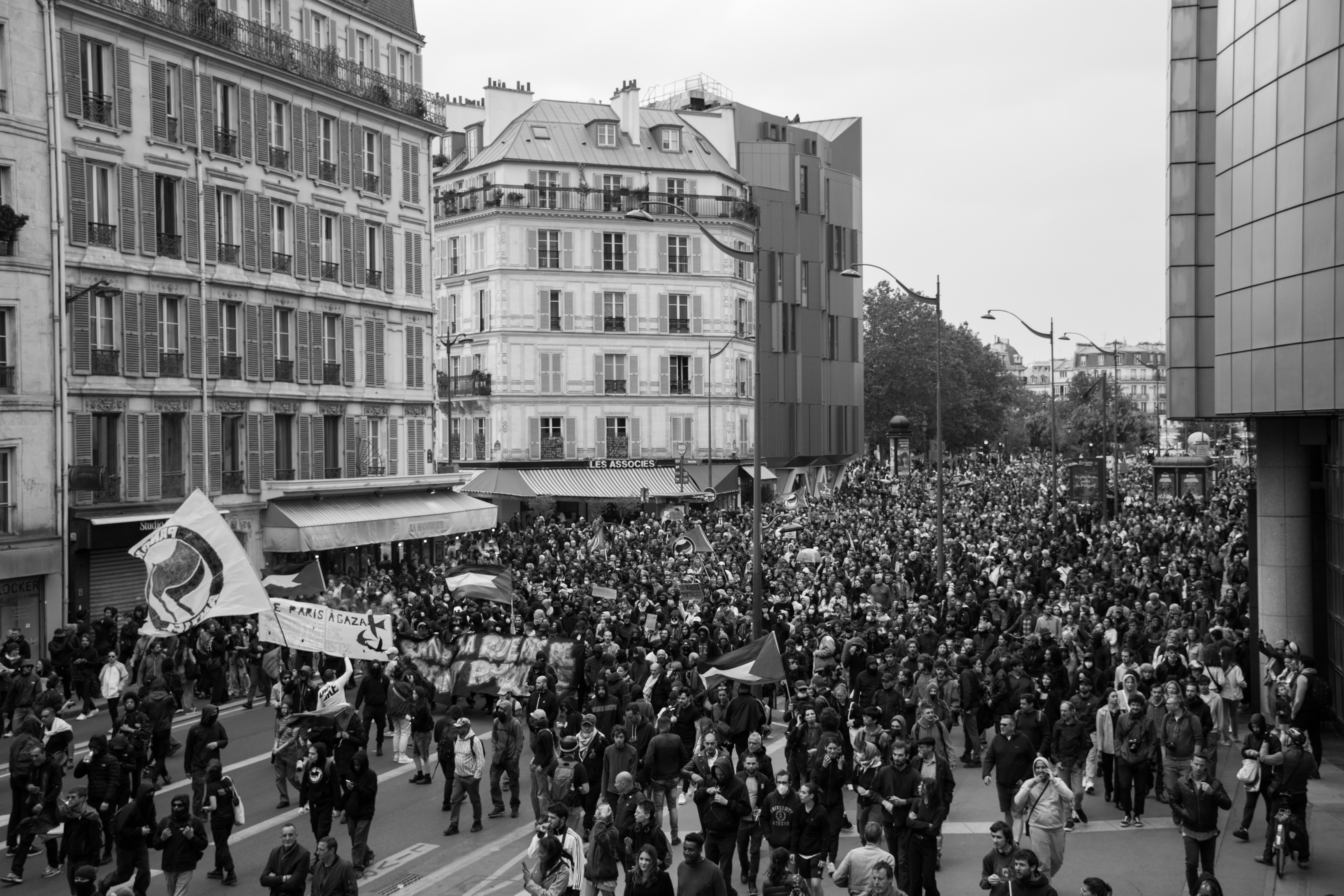
Manifestation à Paris.

Environ 21 000 policiers et gendarmes sont déployés dans toute la France, pour encadrer les manifestations. 300 000 à 350 000 personnes sont attendues dans la rue. Près de 200 rassemblements et manifestations sont organisés à l'appel d'associations et de cinq syndicats (CGT, CFDT, UNSA, FSU et Solidaires). Des manifestations ont lieu partout en France, rassemblant des milliers de personnes à Paris, Marseille, Grenoble, Toulouse et Nice. Neuf personnes sont interpellées en marge des manifestations.

### 16 juin
À Lyon, plusieurs milliers de personnes manifestent. Quelques tensions avec les forces de l'ordre ont lieu en fin d'après-midi. Les manifestants se dispersent vers 17 heures, dans le calme.
À Caen se rassemblent environ 7500 personnes à l'appel de l'intersyndicale.

### 18 juin
Des francs-maçons manifestent à Niort, Perpignan, Nantes et Paris,,,.

### 19 juin
À Amiens, près de 200 personnes manifestent devant la mairie.
À Lyon, un millier de personnes manifestent. Trois manifestants sont interpellés et deux policiers légèrement blessés. Des tags, des dégradations diverses et des feux de poubelles sont signalés.

### 20 juin
À Dijon, environ 300 personnes manifestent.
À Dreux, une petite centaine de manifestants se rassemblent.
À Rennes, un cortège réunit plus ou moins 1 500 manifestants. Des tensions éclatent et les forces de l'ordre font usage de gaz lacrymogènes.
À Marseille, une manifestation se tient.
À Paris, plusieurs centaines de professionnels du monde de la culture manifestent.
À Briançon, des bergers manifestent.

### 22 juin
À partir du 22 juin, la mobilisation diminue.
En Loire-Atlantique, 4 500 personnes manifestent à Nantes. D'autres manifestations ont lieu à Clisson, Châteaubriant et Saint-Nazaire.
En Corse, plusieurs slogans contre l'extrême droite sont entendus lors de la première « marche des fiertés » à Ajaccio.
À Périgueux, 500 personnes manifestent.
En Alsace, 200 militants de l'association SOS Homophobie manifestent à Strasbourg. À Mulhouse, un peu plus d'une centaine de personnes manifestent  À Colmar, un cortège de 220 personnes déambule dans les rues.
À Bayonne, près de 500 personnes manifestent.
À Agen, environ 200 personnes manifestent.
À Cahors, 230 personnes manifestent.

### 23 juin
À Orléans, environ 750 personnes manifestent. De retour à la cathédrale, le cortège se dissout vers 16 heures.
À Caen, des milliers de personnes manifestent.
À Lyon, l'appel du collectif Droits des femmes 69 rassemble plus de 2 500 personnes sur la place des Terreaux, devant l’hôtel de ville,.

### 25 juin
À Laon, une centaine de personnes manifestent.

### 26 juin
À Tours, environ 300 personnes manifestent.
À Dijon, à l'appel de plusieurs syndicats, environ 280 personnes, selon les chiffres de la police, et 400 selon les organisations syndicales manifestent.

### 27 juin
À Tarbes, l'appel de l'intersyndical CGT, FSU, Solidaires et la Confédération paysanne rassemble environ 150 personnes sur la place de la mairie, devant l'hôtel de ville.
À Dijon, environ 250 personnes manifestent.
En Bretagne, des manifestations ont lieu à Morlaix et à Douarnenez,.
À Tarare, un rassemblement intersyndical d'une cinquantaine de personnes de la CGT, de la CFDT et Solidaires se tient place de la Madeleine. Ils sont rejoints par la Confédération paysanne.
À Brest, près de 300 personnes se réunissent place de la Liberté.
Quelques centaines de personnes se sont également rassemblées à Lille, Marseille et Rennes.
À Paris, plusieurs milliers de personnes se sont rassemblées place de la République. Des militantes du collectif d'extrême droite Némésis, dont sa présidente Alice Cordier, ainsi que des militants d'autres mouvements d'extrême droite masqués, font irruption lors de la manifestation parisienne et, selon le JDD, journal proche de l'extrême droite, sont violemment chassées.
Des centaines de personnes manifestent à Nîmes, Cholet, Thouars, Redon et Pau,,,,.

### 28 juin
À Auxerre, environ 150 personnes manifestent.
À Fontenay-le-Comte, environ 80 personnes manifestent.
À Guingamp, à l'appel de la Gauche indépendantiste bretonne War-Sav, 150 personnes manifestent.

### Lors des élections législatives de 2024

#### 30 juin
Quelques heures avant les résultats du premier tour des élections législatives, une cinquantaine de personnes se sont réunies place de la Libération à Auch.
Des milliers de manifestants de gauche se sont rassemblés place de la République à Paris au soir des résultats du premier tour des élections législatives, où le Rassemblement national est arrivé en tête. Le Nouveau Front populaire (NFP) distribue aux manifestants des drapeaux aux couleurs de l’alliance. Les représentants du NFP Jean-Luc Mélenchon, Mathilde Panot et Manuel Bompard s'adressent à la foule. Jean-Luc Mélenchon déclare que leur parti était le seul capable de battre le Rassemblement national, et qu'être Français représentait un « contrat politique » non lié par la religion, la couleur de la peau, ou la langue, faisant ainsi des Français « un peuple inachevé, dont l'horizon » « C'est eux ou nous ! Il n'y a rien au milieu ». De nombreux militants l'ont qualifié de « traître social » lors de son discours. Le leader du Parti socialiste (PS), Olivier Faure, est légèrement hué à son entrée sur scène, tandis que le discours du leader de la France insoumise (LFI), Manuel Bompard, suscite de vifs applaudissements. De nombreux manifestants critiquent ouvertement le retrait des candidats du parti dans certaines circonscriptions où ils étaient en retard sur Renaissance en matière de vote.
Plusieurs manifestants portaient des drapeaux palestiniens et des keffiehs en signe de solidarité avec la Palestine. De nombreux manifestants font référence au conflit israélo-palestinien, tels que « celui qui sème la haagrah récolte l'intifada ». Les manifestants déploient une banderole en hommage à Nahel Merzouk, un jeune de 17 ans tué par la police à Nanterre en juin 2023. Plusieurs manifestants scandent des slogans tels que « Tout le monde déteste la police  », « Justice pour Nahel » et « Nous sommes tous antifascistes ».
À la suite des discours du NFP prononcés place de la République peu après minuit, les manifestants se dispersent. Il n'y a eu aucun cas d'affrontements, de violences ou d'autres troubles pendant la manifestation, hormis des graffitis tagués sur la place. Alors que les manifestants quittaient la place, plusieurs poubelles sont renversées, des vitres sont brisées dans un McDonald's de la rue du Faubourg-du-Temple, des feux d'artifice sont tirés et une agence bancaire est endommagée au passage du groupe sur l'avenue Parmentier, la police tirant des grenades lacrymogènes sur le groupe.
À Lyon, des sources policières affirment que plusieurs éléments « d'extrême gauche » étaient engagés dans des affrontements avec la police sur la place Bellecour, où se sont rassemblés au moins 800 manifestants. La police et des témoins oculaires signalent la présence de tirs de mortier, l'érection de barricades, le vandalisme d'une devanture de magasin et des « attaques contre la mairie ».
À Nantes, une manifestation spontanée a eu lieu après l'annonce des résultats des élections, qui s'est déroulée dans le calme, à l'exception de « jets de projectiles » signalés. La manifestation prend fin après que la police a tiré des gaz lacrymogènes sur la foule, obligeant les manifestants à se disperser. Plusieurs d'entre eux sont pris au dépourvu par la volée de gaz lacrymogène et n'ont pas le temps de mettre leur casque alors qu'ils fuyaient la ruelle.
À Strasbourg, 200 à 300 personnes se rassemblent place Broglie.
À Poitiers, 300 personnes manifestent devant la préfécture à l'appel des Jeunes communistes.
À Lille, des dizaines de personnes scandent « La justice emmerde le Front national » en descendant la rue Faidherbe. La manifestation se déroule sans débordements.
À Rennes, près de 300 personnes manifestent place Sainte-Anne. Des chants antifascites sont entendus. Quelques feux de poubelles provoquent des troubles, rapidement éteints par les forces de l'ordre qui a évacué la place.

#### 1erjuillet
À Saint-Nazaire, à l'appel des syndicats et associations de gauche, près de 200 personnes se rassemblent devant l'hôtel de ville.
À Bayonne, à l'appel de l’union syndicale Solidaires 64, une manifestation rassemble près de 400 personnes devant la mairie.
À Brest, 80 personnes manifestent sur la place de la Liberté.
À Toulouse, une manifestation non déclarée rassemble environ 900 personnes.

#### 2 juillet
À Rennes, environ 450 manifestants se rassemblent sur l'esplanade de Gaulle.
À Chambéry, quelque 650 personnes manifestent contre l'extrême droite et le racisme.

#### 3 juillet
Plusieurs milliers de personnes se rassemblent place de la République à Paris. Parmi les manifestants, des artistes comme Étienne de Crécy, Piche et Zaho de Sagazan, qui devaient se produire sur place. Des discours de diverses personnalités, dont les actrices Judith Godrèche et Josiane Balasko, la journaliste Rokhaya Diallo, l'écrivaine Annie Ernaux, la chanteuse Juliette Armanet, l'ancien député européen Jacques Toubon et le militant écologiste Cyril Dion, sont également prévus. Toujours à Paris, une banderole « Pétain t'as oublié tes chiens » est déployée devant le siège du Rassemblement national par une soixantaine de musiciens de l'Orchestre du Nouveau Monde venus jouer une parodie de Maréchal, nous voilà !. 
À Châteaubriant, plusieurs centaines de personnes manifestent.
À Chauny, une soixantaine de personnes manifestent devant la permanence du député RN José Beaurain.
À Briançon, environ 100 personnes manifestent.
À Avignon, plusieurs centaines de personnes manifestent à l'appel de l'intersyndicale.
Dans la Drôme, plusieurs rassemblements ont lieu à Valence, Montélimar, Nyons et Romans-sur-Isère.

#### 4 juillet
À Brest, 800 personnes manifestent.
À Cherbourg-en-Cotentin, un rassemblement intersyndical réunit environ 150 personnes.
À Wissembourg, près de 150 personnes manifestent.

#### 5 juillet
En Corse, une centaine de personnes manifestent à Ajaccio et Bastia à l'appel d'un collectif d'artistes.
À Pau et Bayonne, des rassemblements ont lieu à l'initiative de l’union syndicale Solidaires et soutenus par de nombreuses organisations syndicales et associatives.
À Bordeaux, plusieurs centaines de manifestants scandent des slogans hostiles au Rassemblement national à l'occasion d'une marche « contre le racisme et ses crimes ».

## Réactions

### De la part du RN
Le 14 juin 2024, en déplacement dans le Loiret, Jordan Bardella appelle à l'« apaisement » et rappelle « que la démocratie ne se conteste pas au point de refuser le résultat des urnes ».
Tangi Marion, candidat du Rassemblement national (RN) aux élections législatives dans la 6e circonscription d'Ille-et-Vilaine, réagit aux manifestations : « Les partis de gauche, du PS aux groupuscules d'extrême gauche, réunis dans l'alliance du Front populaire, ont défilé ce week-end. Les habitants de Fougères ne se reconnaissent pas dans les slogans violents, antisémites, anti-police entendus ce week-end, qui déshonorent la gauche », ajoutant qu'« aucun drapeau français n'était visible dans ces manifestations ». Tangi Marion dénonce la raison de ces manifestations : « Nous vivons en démocratie, et la démocratie ne peut être contestée au point de refuser le résultat des urnes. L'immense majorité des Français souhaite la paix civile et le respect de la démocratie. Nous devons respecter tous les Français : Je respecte les électeurs de M. Macron et ceux de la gauche. Je rappelle que plus de 40 % des salariés ont voté pour Jordan Bardella aux élections européennes ».